# معاملة المتحولين جنسيا في البرازيل

القوانين المتعلقة بالهوية الجندرية والتعبير عنها حسب البلد أو الإقليم
تغيير الهوية الجندرية قانوني
تغيير الهوية الجندرية غير قانوني
غير معروف/غامض

تغيير الهوية الجندرية قانوني في البرازيل وفقا لمحكمة العدل العليا البرازيلية، كما جاء في القرار الصادر في 17 أكتوبر 2009.
بالإجماع، وافق القسم 3 من محكمة العدل العليا البرازيلية بالسماح بتغيير اسم وجندر على شهادة الميلاد للشخص المتحول جنسيا الذي خضع لجراحة إعادة تحديد الجنس.
كان فهم القضاة أنه من غير المنطقي السماح للناس بإجراء مثل هذه الجراحة في النظام الصحي الفيدرالي المجاني، النظام الصحي الموحد (بالبرتغالية: Sistema Único de Saúde‏)، وعدم السماح لهم بتغيير اسمهم وجندرهم في السجل المدني.
وجاء تصويت الوزراء بعد قول المقررة، نانسي أندريغي: «إذا وافقت البرازيل على إمكانية إجراء عملية جراحية، فيجب أن توفر أيضًا الوسائل اللازمة للفرد لكي يعيش حياة كريمة في المجتمع». ورأت المقررة، أن منع تغيير وثائق شخص متحول جنسيا خضع لجراحة إعادة تحديد الجنس قد يشكل شكلاً جديدًا من أشكال التحامل والتمييز الاجتماعي، ويسبب المزيد من عدم الاستقرار النفسي.
«المسألة حساسة. في بداية السجل المدني الإلزامي، تم تحديد التمييز بين الجنسين وفقًا للأعضاء التناسلية. واليوم هناك عوامل مؤثرة أخرى، ولم يعد هذا التحديد يقتصر على الجنس الظاهر. هناك مجموعة من المشاكل الاجتماعية والنفسية التي يجب أخذها بعين الاعتبار. إن نقض هذا التبادل سيضع الشخص في موقف لا يُطاق، ويخشى من القلق وعدم اليقين والمزيد من الصراع».
ووفقا للقاضي جواوو أوتافيا نورونها من محكمة العدل العليا، يجب أن يكون للمتحولين جنسيا اندماجهم الاجتماعي مضمونا فيما يتعلق بالكرامة، الحكم الذاتي، الحميمية والخصوصية، وبالتالي يجب أن يتضمن السجل المدني الخاص بهم ذلك.
في عام 2008، بدأ نظام الصحة العامة في البرازيل في توفير جراحة إعادة تحديد الجنس بالمجان وفقًا لأمر من المحكمة. جادل المدعون العامون الفيدراليون بأن جراحة إعادة تحديد الجنس تمت تغطيتها بموجب بند دستوري يضمن الرعاية الطبية كحق أساسي.
وافقت المحكمة الفيدرالية الإقليمية، قائلة في حكمها أنه «من وجهة نظر الطب الحيوي، يمكن وصف تغيير الجنس بأنه اضطراب في الهوية الجندرية حيث يحتاج الأفراد إلى تغيير تصنيفهم الجندري أو مواجهة عواقب وخيمة في حياتهم، بما في ذلك المعاناة الشديدة والتشويه والانتحار.»
يجب أن يكون عمر الشخص 18 عامًا على الأقل وأن يتم تشخيصه على أنه متحول جنسيًا بدون أي اضطرابات شخصية أخرى، ويجب أن يخضع للتقييم النفسي مع فريق متعدد التخصصات لمدة عامين على الأقل، ويبدأ بعمر 16 عامًا. المتوسط الوطني هو 100 عملية جراحية في السنة، وفقا لوزارة الصحة في البرازيل.
قضت المحكمة الفيدرالية العليا في 1 مارس 2018 على أن لدى الأشخاص المتحولين جنسيا الحق في تغيير اسمهم وجندرهم القانوني من دون الحاجة إلى جراحة أو تقييم مهني، فقط عن طريق الإعلان الذاتي لهويتهم النفسية والاجتماعية. في 29 يونيو، نشرت «محكمة العدل الوطنية» (بالبرتغالية: Corregedoria Nacional de Justiça‏)، وهي هيئة تابعة لمجلس العدل الوطني، القواعد التي يجب أن تتبعها مكاتب التسجيل فيما يتعلق بالموضوع.